# Copa da Escócia de 1990–91
A Copa da Escócia de 1990-91 foi a 106º edição do torneio mais antigo do futebol da Escócia. O campeão foi o Motherwell F.C., que conquistou seu 2º título na história da competição ao vencer a final contra o Dundee United F.C., pelo placar de 4 a 3.

## Premiação
| Copa da Escócia de 1990-91          |
| Escócia                             |
| ----------------------------------- |
| Motherwell F.C. Campeão (2º título) |